# رن فورویاما
رن فورویاما (ژاپنی: 古山 蓮؛ زادهٔ ۱۱ نوامبر ۱۹۹۸) یک بازیکن فوتبال اهل ژاپن است.
از باشگاه‌هایی که در آن بازی کرده‌است می‌توان به باشگاه ورزشی یوکوهاما اشاره کرد.